# 永安镇 (枣庄市)
永安乡，是中华人民共和国山東省枣庄市市中区下辖的一个乡镇级行政单位。

## 行政区划
永安乡下辖以下地区：
文苑社区、怡华园社区、张林村、李庄村、西山阴村、刘屯村、薄板泉村、天桥村、永安村、夏庄村、蔡庄村、聂庄村、遗棠村、寨子村、马庄农村社区村、大官庄农村社区村、陈湖农村社区村、王林农村社区村、前陈湖农村社区村和黄庄农村社区村。